# Championnat d'Angleterre de football de deuxième division
Pour les articles homonymes, voir FLC.
L'English Football League Championship (abrégé EFL Championship) est depuis août 2004 le nom du championnat d'Angleterre de football de deuxième niveau.

## Historique

### Football League Second Division(1892-1992)
La deuxième division voit le jour en 1892 lors de l'absorption de la Football Alliance (fondée en 1889) par la Football League. Se pose alors le problème des promotions et relégations. Ainsi, lors des premières éditions, les candidats à la promotion devaient battre en barrage les clubs les moins bien classés de la première division. Ces barrages mettaient aux prises les trois premiers de la D2 aux trois derniers de D1. Un petit championnat d'après-saison fut mis en place de 1896 à 1898 mais abandonné après le match arrangé entre Stoke et Burnley. Un match nul suffisait aux deux formations pour assurer leur maintien parmi l'élite : ce fut un match nul sans but et sans la moindre occasion de but. La promotion dite automatique, c’est-à-dire sans barrages, est introduite en 1898.

### Football League First Division(1992-2004)
En 1993, avec la scission provoquée par la création de la Premier League, la deuxième division devient la First Division (« Première division »).

### Football League Championship(depuis 2004)
Depuis août 2004, la deuxième division anglaise a une nouvelle dénomination : Football League Championship.
Les deux premiers du classement final (champion et dauphin) sont automatiquement promus en Premier League.
Afin d'ouvrir le troisième ticket, quatre clubs (classés 3e, 4e, 5e et 6e) s'affrontent en fin de saison en barrages de promotion avec demi-finale et finale. À l'opposé, les trois derniers du classement sont relégués en D3, aujourd'hui baptisée English Football League One.
En 2006-2007, ce championnat se situe au sixième rang européen en matière d'affluence moyenne, juste derrière les cinq grands championnats du continent :
1. Bundesliga allemande 37 644 spectateurs de moyenne ;
2. Premiership anglais 34 363
3. Primera espagnole 28 838
4. Ligue 1 française 21 817
5. Serie A italienne 18 473
6. Championship 18 221.

## Couverture médiatique
Sky Sports retransmet actuellement[Quand ?] en direct des matches de la deuxième division, dont les meilleurs moments sont retransmis sur BBC One dans l'émission The Football League Show, qui évoque aussi les troisième et quatrième divisions anglaises.

## Palmarès
Le tableau suivant indique le palmarès du championnat de deuxième niveau dans la hiérarchie du football anglais, soit le palmarès de la Football League Second Division de 1892 à 1992, de la Football League First Division de 1992 à 2004 et du Football League Championship depuis 2004.
| Édition | Saison    | Champion                    | Deuxième                 |
| ------- | --------- | --------------------------- | ------------------------ |
| 1re     | 1892-1893 | Birmingham City             | Sheffield United         |
| 2e      | 1893-1894 | Liverpool FC                | Birmingham City          |
| 3e      | 1894-1895 | Bury FC                     | Notts County             |
| 4e      | 1895-1896 | Liverpool FC (2)            | Manchester City          |
| 5e      | 1896-1897 | Notts County                | Manchester United        |
| 6e      | 1897-1898 | Burnley FC                  | Newcastle United         |
| 7e      | 1898-1899 | Manchester City             | Glossop North End (en)   |
| 8e      | 1899-1900 | Sheffield Wednesday         | Bolton Wanderers         |
| 9e      | 1900-1901 | Grimsby Town                | Birmingham City          |
| 10e     | 1901-1902 | West Bromwich Albion        | Middlesbrough FC         |
| 11e     | 1902-1903 | Manchester City (2)         | Birmingham City          |
| 12e     | 1903-1904 | Preston North End           | Arsenal FC               |
| 13e     | 1904-1905 | Liverpool FC (3)            | Bolton Wanderers         |
| 14e     | 1905-1906 | Bristol City                | Manchester United        |
| 15e     | 1906-1907 | Nottingham Forest           | Chelsea FC               |
| 16e     | 1907-1908 | Bradford City               | Leicester City           |
| 17e     | 1908-1909 | Bolton Wanderers            | Tottenham Hotspur        |
| 18e     | 1909-1910 | Manchester City (3)         | Oldham Athletic          |
| 19e     | 1910-1911 | West Bromwich Albion (2)    | Bolton Wanderers         |
| 20e     | 1911-1912 | Derby County                | Chelsea FC               |
| 21e     | 1912-1913 | Preston North End (2)       | Burnley FC               |
| 22e     | 1913-1914 | Notts County (2)            | Bradford Park Avenue     |
| 23e     | 1914-1915 | Derby County (2)            | Preston North End        |
| 24e     | 1919-1920 | Tottenham Hotspur           | Huddersfield Town        |
| 25e     | 1920-1921 | Birmingham City (2)         | Cardiff City             |
| 26e     | 1921-1922 | Nottingham Forest (2)       | Stoke City               |
| 27e     | 1922-1923 | Notts County (3)            | West Ham United          |
| 28e     | 1923-1924 | Leeds United                | Bury                     |
| 29e     | 1924-1925 | Leicester City              | Manchester United        |
| 30e     | 1925-1926 | Sheffield Wednesday (2)     | Derby County             |
| 31e     | 1926-1927 | Middlesbrough FC            | Portsmouth FC            |
| 32e     | 1927-1928 | Manchester City (4)         | Leeds United             |
| 33e     | 1928-1929 | Middlesbrough FC (2)        | Grimsby Town             |
| 34e     | 1929-1930 | Blackpool FC                | Chelsea                  |
| 35e     | 1930-1931 | Everton FC                  | West Bromwich Albion     |
| 36e     | 1931-1932 | Wolverhampton Wanderers     | Leeds United             |
| 37e     | 1932-1933 | Stoke City                  | Tottenham Hotspur        |
| 38e     | 1933-1934 | Grimsby Town (2)            | Preston North End        |
| 39e     | 1934-1935 | Brentford FC                | Bolton Wanderers         |
| 40e     | 1935-1936 | Manchester United           | Charlton Athletic        |
| 41e     | 1936-1937 | Leicester City (2)          | Blackpool FC             |
| 42e     | 1937-1938 | Aston Villa                 | Manchester United        |
| 43e     | 1938-1939 | Blackburn Rovers            | Sheffield United         |
| 44e     | 1946-1947 | Manchester City (5)         | Burnley FC               |
| 45e     | 1947-1948 | Birmingham City (3)         | Newcastle United         |
| 46e     | 1948-1949 | Fulham FC                   | West Bromwich Albion     |
| 47e     | 1949-1950 | Tottenham Hotspur (2)       | Sheffield Wednesday      |
| 48e     | 1950-1951 | Preston North End (3)       | Manchester City          |
| 49e     | 1951-1952 | Sheffield Wednesday (3)     | Cardiff City             |
| 50e     | 1952-1953 | Sheffield United            | Huddersfield Town        |
| 51e     | 1953-1954 | Leicester City (3)          | Everton FC               |
| 52e     | 1954-1955 | Birmingham City (4)         | Luton Town               |
| 53e     | 1955-1956 | Sheffield Wednesday (4)     | Leeds United             |
| 54e     | 1956-1957 | Leicester City (4)          | Nottingham Forest        |
| 55e     | 1957-1958 | West Ham United             | Blackburn Rovers         |
| 56e     | 1958-1959 | Sheffield Wednesday (5)     | Fulham FC                |
| 57e     | 1959-1960 | Aston Villa (2)             | Cardiff City             |
| 58e     | 1960-1961 | Ipswich Town                | Sheffield United         |
| 59e     | 1961-1962 | Liverpool FC (4)            | Leyton Orient            |
| 60e     | 1962-1963 | Stoke City (2)              | Chelsea FC               |
| 61e     | 1963-1964 | Leeds United (2)            | Sunderland AFC           |
| 62e     | 1964-1965 | Newcastle United            | Northampton Town         |
| 63e     | 1965-1966 | Manchester City (6)         | Southampton FC           |
| 64e     | 1966-1967 | Coventry City               | Wolverhampton Wanderers  |
| 65e     | 1967-1968 | Ipswich Town (2)            | Queens Park Rangers      |
| 66e     | 1968-1969 | Derby County (3)            | Crystal Palace           |
| 67e     | 1969-1970 | Huddersfield Town           | Blackpool FC             |
| 68e     | 1970-1971 | Leicester City (5)          | Sheffield United         |
| 69e     | 1971-1972 | Norwich City                | Birmingham City          |
| 70e     | 1972-1973 | Burnley FC (2)              | Queens Park Rangers      |
| 71e     | 1973-1974 | Middlesbrough FC (3)        | Luton Town               |
| 72e     | 1974-1975 | Manchester United (2)       | Aston Villa              |
| 73e     | 1975-1976 | Sunderland AFC              | Bristol City             |
| 74e     | 1976-1977 | Wolverhampton Wanderers (2) | Chelsea FC               |
| 75e     | 1977-1978 | Bolton Wanderers (2)        | Southampton FC           |
| 76e     | 1978-1979 | Crystal Palace              | Brighton and Hove Albion |
| 77e     | 1979-1980 | Leicester City (6)          | Sunderland AFC           |
| 78e     | 1980-1981 | West Ham United (2)         | Notts County             |
| 79e     | 1981-1982 | Luton Town                  | Watford FC               |
| 80e     | 1982-1983 | Queens Park Rangers         | Wolverhampton Wanderers  |
| 81e     | 1983-1984 | Chelsea FC                  | Sheffield Wednesday      |
| 82e     | 1984-1985 | Oxford United               | Birmingham City          |
| 83e     | 1985-1986 | Norwich City (2)            | Charlton Athletic        |
| 84e     | 1986-1987 | Derby County (4)            | Portsmouth FC            |
| 85e     | 1987-1988 | Millwall FC                 | Aston Villa              |
| 86e     | 1988-1989 | Chelsea FC (2)              | Manchester City          |
| 87e     | 1989-1990 | Leeds United (3)            | Sheffield United         |
| 88e     | 1990-1991 | Oldham Athletic             | West Ham United          |
| 89e     | 1991-1992 | Ipswich Town (3)            | Middlesbrough            |
| 90e     | 1992-1993 | Newcastle United (2)        | West Ham United          |
| 91e     | 1993-1994 | Crystal Palace (2)          | Nottingham Forest        |
| 92e     | 1994-1995 | Middlesbrough FC (4)        | Reading FC               |
| 93e     | 1995-1996 | Sunderland AFC (2)          | Derby County             |
| 94e     | 1996-1997 | Bolton Wanderers (3)        | Barnsley FC              |
| 95e     | 1997-1998 | Nottingham Forest (3)       | Middlesbrough FC         |
| 96e     | 1998-1999 | Sunderland AFC (3)          | Bradford City            |
| 97e     | 1999-2000 | Charlton Athletic (2)       | Manchester City          |
| 98e     | 2000-2001 | Fulham FC (2)               | Blackburn Rovers         |
| 99e     | 2001-2002 | Manchester City (7)         | West Bromwich Albion     |
| 100e    | 2002-2003 | Portsmouth FC               | Leicester City           |
| 101e    | 2003-2004 | Norwich City (3)            | West Bromwich Albion     |
| 102e    | 2004-2005 | Sunderland AFC (4)          | Wigan Athletic           |
| 103e    | 2005-2006 | Reading FC                  | Sheffield United         |
| 104e    | 2006-2007 | Sunderland AFC (5)          | Birmingham City          |
| 105e    | 2007-2008 | West Bromwich Albion (3)    | Stoke City               |
| 106e    | 2008-2009 | Wolverhampton Wanderers (3) | Birmingham City          |
| 107e    | 2009-2010 | Newcastle United (3)        | West Bromwich Albion     |
| 108e    | 2010-2011 | Queens Park Rangers (2)     | Norwich City             |
| 109e    | 2011-2012 | Reading FC (2)              | Southampton FC           |
| 110e    | 2012-2013 | Cardiff City                | Hull City                |
| 111e    | 2013-2014 | Leicester City (7)          | Burnley FC               |
| 112e    | 2014-2015 | AFC Bournemouth             | Watford FC               |
| 113e    | 2015-2016 | Burnley FC (3)              | Middlesbrough FC         |
| 114e    | 2016-2017 | Newcastle United (4)        | Brighton & Hove Albion   |
| 115e    | 2017-2018 | Wolverhampton Wanderers (4) | Cardiff City             |
| 116e    | 2018-2019 | Norwich City (4)            | Sheffield United         |
| 117e    | 2019-2020 | Leeds United (4)            | West Bromwich Albion     |
| 118e    | 2020-2021 | Norwich City (5)            | Watford FC               |
| 119e    | 2021-2022 | Fulham FC (3)               | AFC Bournemouth          |
| 120e    | 2022-2023 | Burnley FC (4)              | Sheffield United         |
| 121e    | 2023-2024 | Leicester City (8)          | Ipswich Town             |
| 122e    | 2024-2025 | Leeds United (5)            | Burnley FC               |

## Meilleurs buteurs
Ci-après la liste des meilleurs buteurs depuis la saison 2004-2005 :
| Saison    | Joueur              | Club(s)                                 | Buts |
| --------- | ------------------- | --------------------------------------- | ---- |
| 2004–2005 | Nathan Ellington    | Wigan Athletic                          | 24   |
| 2005–2006 | Marlon King         | Watford FC                              | 21   |
| 2006–2007 | Jamie Cureton       | Colchester United                       | 23   |
| 2007–2008 | Sylvan Ebanks-Blake | Plymouth Argyle Wolverhampton Wanderers | 23   |
| 2008–2009 | Sylvan Ebanks-Blake | Wolverhampton Wanderers                 | 25   |
| 2009–2010 | Peter Whittingham   | Cardiff City                            | 20   |
| 2009–2010 | Nicky Maynard       | Bristol City                            | 20   |
| 2010–2011 | Danny Graham        | Watford FC                              | 24   |
| 2011–2012 | Rickie Lambert      | Southampton FC                          | 27   |
| 2012–2013 | Glenn Murray        | Crystal Palace                          | 30   |
| 2013–2014 | Ross McCormack      | Leeds United                            | 28   |
| 2014–2015 | Daryl Murphy        | Ipswich Town                            | 27   |
| 2015–2016 | Andre Gray          | Burnley FC                              | 25   |
| 2016–2017 | Chris Wood          | Leeds United                            | 27   |
| 2017–2018 | Matěj Vydra         | Derby County                            | 21   |
| 2018–2019 | Teemu Pukki         | Norwich City                            | 29   |
| 2019–2020 | Aleksandar Mitrović | Fulham                                  | 26   |
| 2020-2021 | Ivan Toney          | Brentford                               | 31   |
| 2021-2022 | Aleksandar Mitrović | Fulham                                  | 43   |
| 2022-2023 | Chuba Akpom         | Middlesbrough                           | 28   |
| 2023-2024 | Sammie Szmodics     | Blackburn Rovers                        | 27   |
| 2024-2025 | Joël Piroe          | Leeds United                            | 19   |

## Logos

Ancien logo (2004-2010)
Ancien logo (2010-2013)
Ancien logo (2013-2016)
Ancien logo (2016-2020)
Logo actuel (2020-)